# 周大福珠寶集團
周大福珠寶集團（港交所：1929）是一家周大福集团旗下、於香港上市的投資控股公司。該公司主要從事主流珠寶及名貴珠寶的製造及銷售業務。

## 發展歷史

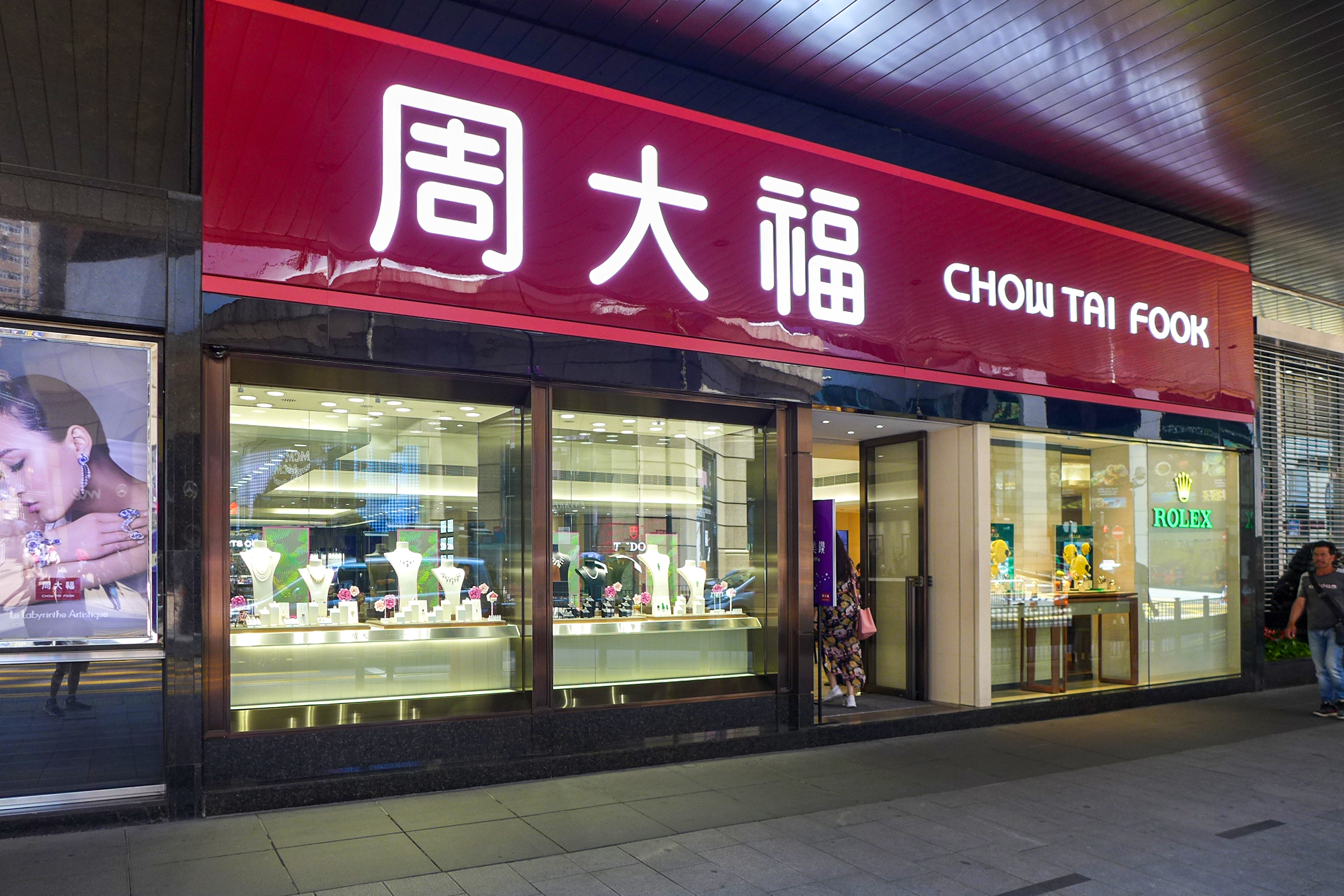
周大福中區第一分行在中環華人行

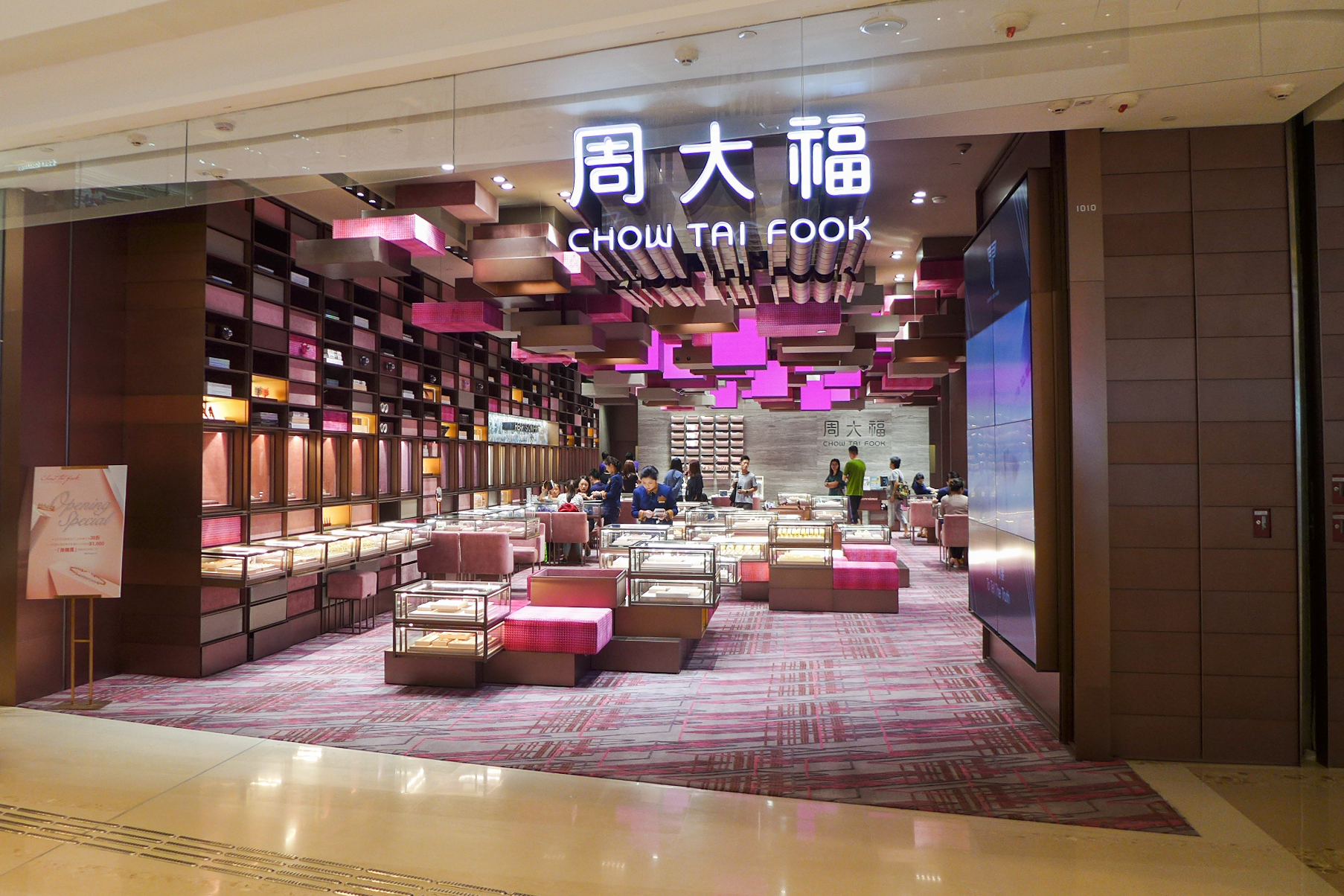
YOHO MALL周大福體驗店以禮物盒為主題，由One Plus設計

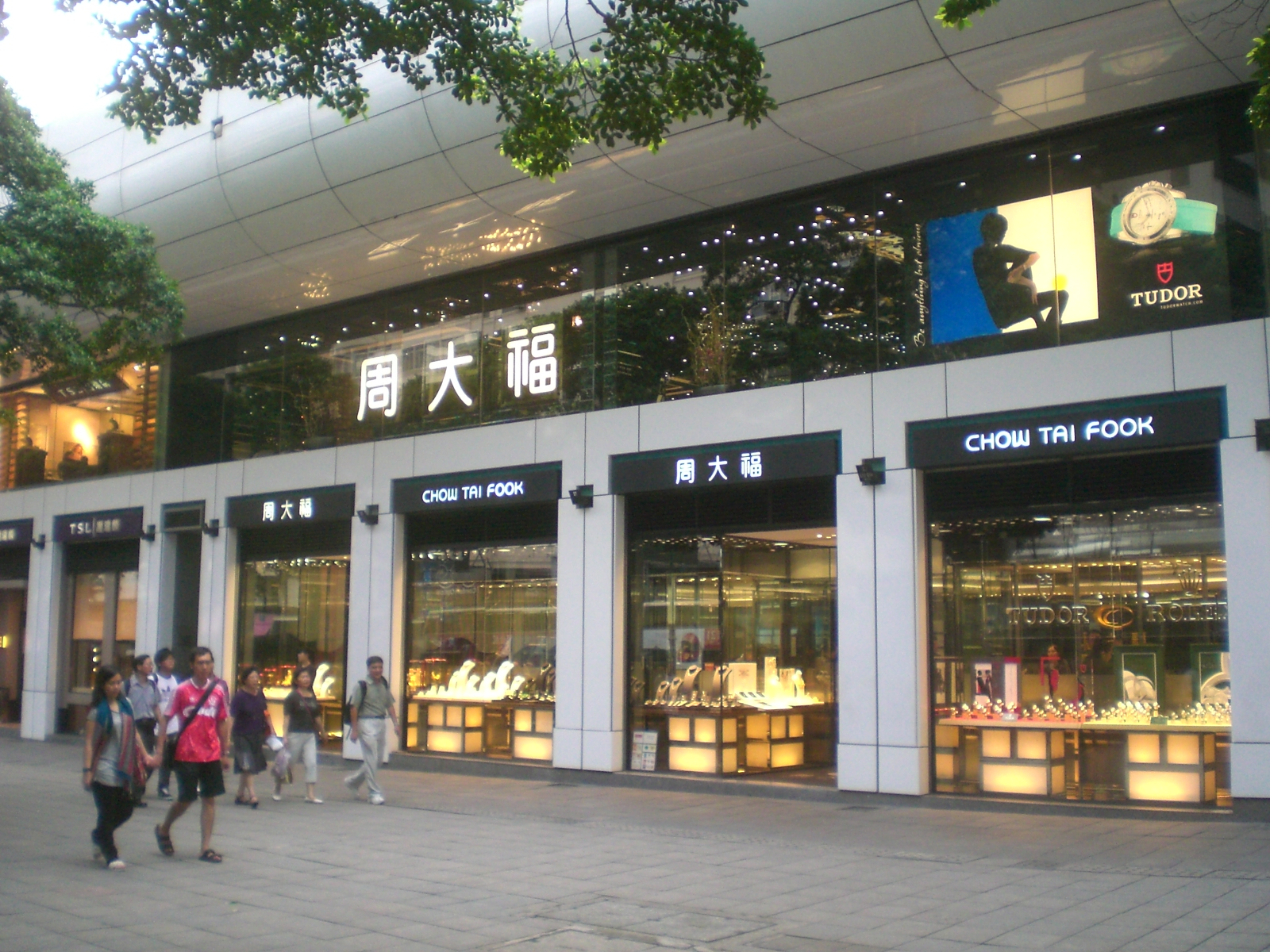
位於柏麗購物大道的周大福分店

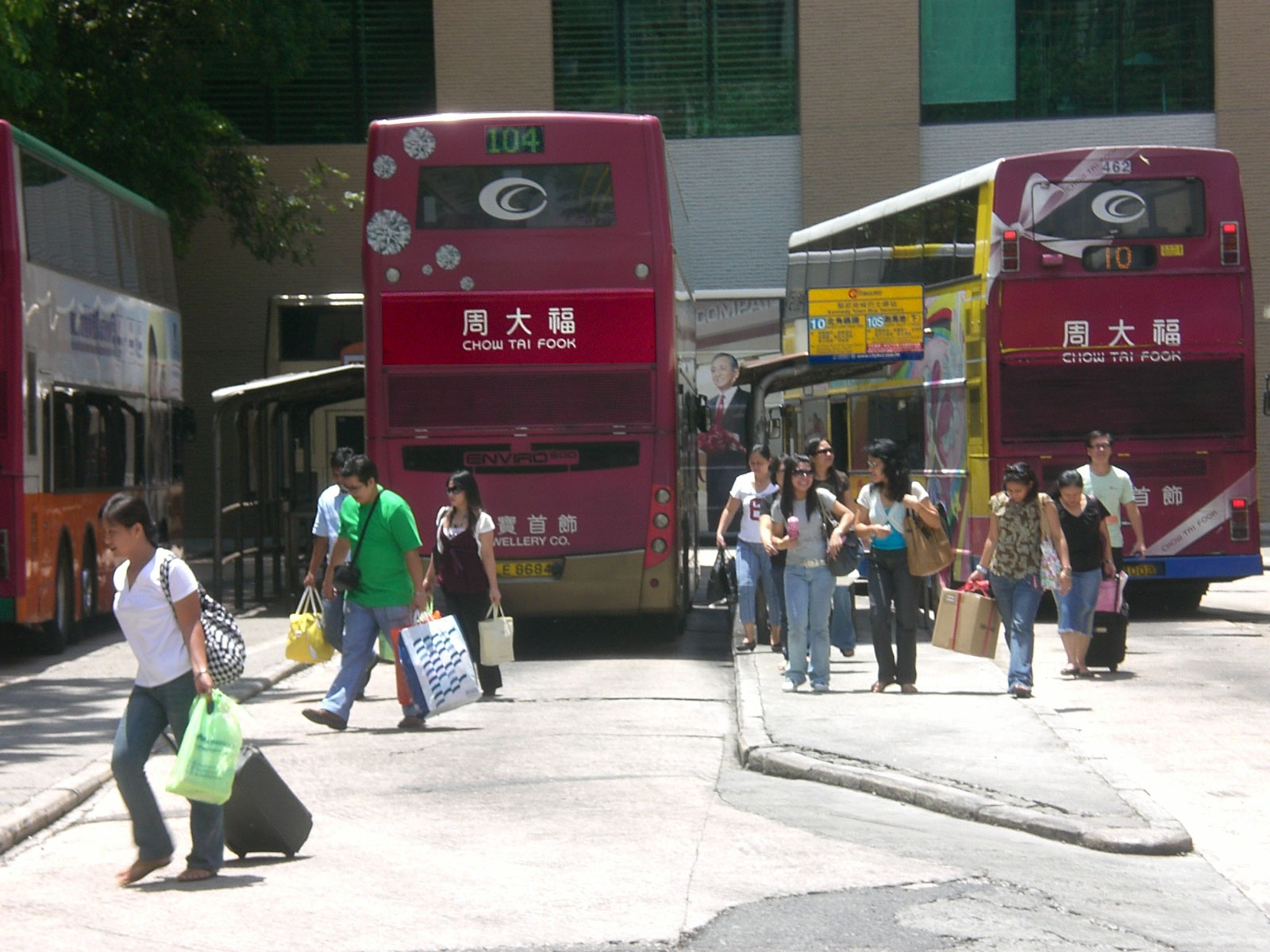
九巴及城巴車身上的周大福珠寶首飾廣告

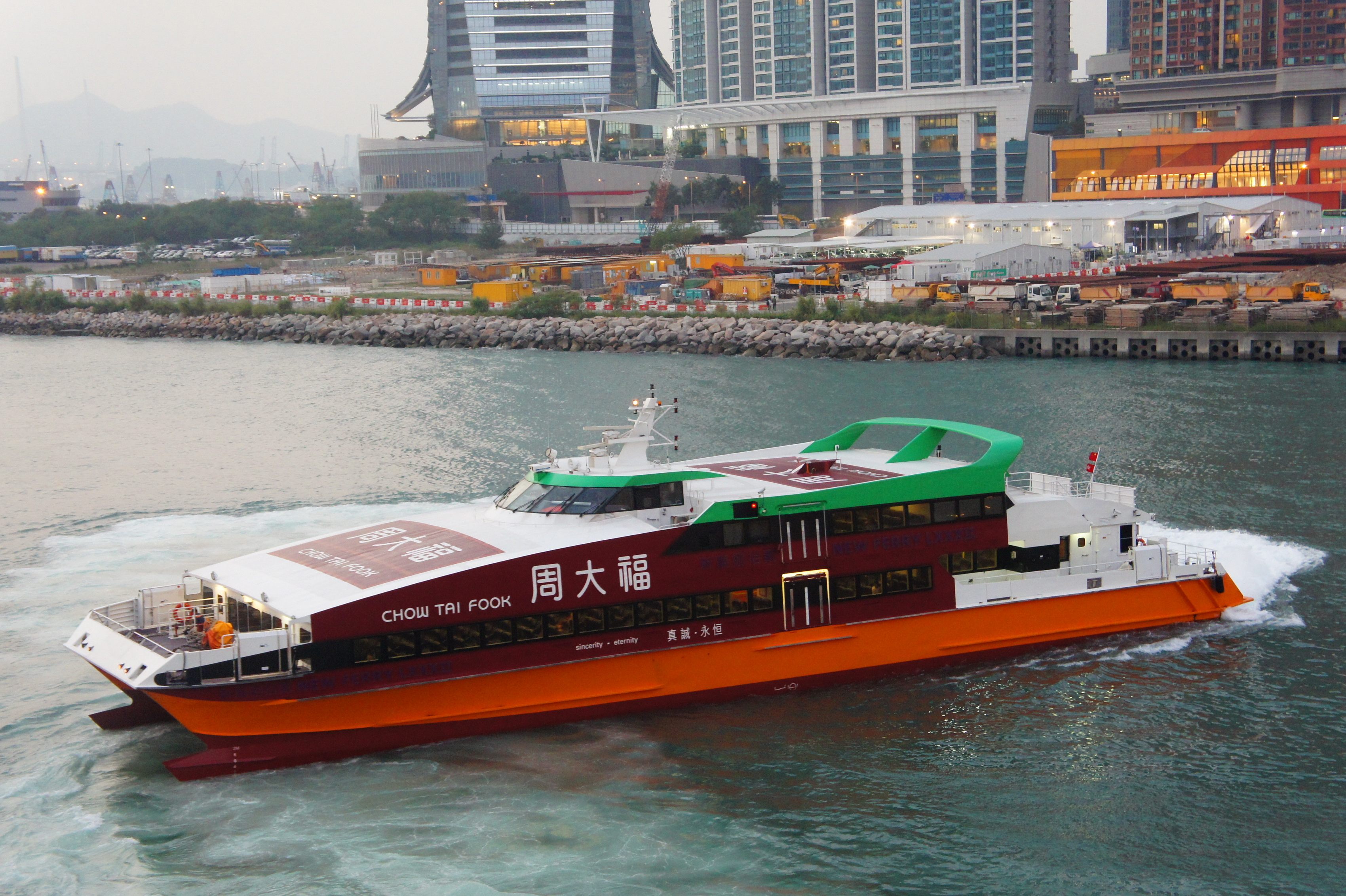
Austal雙體船船身上的周大福廣告，該船前身為新世界第一渡輪「新輪捌拾貳」號，後轉售予「噴射飛航」。

1929年，周大福的創始人周至元在廣州市洪德路創辦首家「周大福金行」。
當時主要經營傳統的黃金飾品。五福臨門，大富大貴，同時又經營黃金飾品，所以「周大福」這個朗朗上口的名字，讓人直接聯想到財富、地位和好運氣，頗為如契合當時國人的心理。20世紀30年代，廣州時局不穩，1938年，周至元將周大福金行從廣州遷往澳門，在澳門舊商業區草堆街開設了第一家周大福金舖。周大福經過一段時間的發展，已經成為澳門金舖中的佼佼者，周至元開始盤算起在香港另辟分店的事情。
1939年，周至元帶著2萬現金和24兩黃金來到香港開設分行，於香港中環皇后大道中148號，成立了「周大福金行」。
1940年初，鄭裕彤初到周大福從小夥計做起。1943年，鄭裕彤榮升為周大福金舖掌管，負責金舖的日常經營和管理。同年，鄭裕彤與周至元之女周翠英結為連理鄭裕彤於1945年轉到香港工作，20世紀50年代，周大福的規模擴大了很多，先後在九龍旅遊區和銅鑼灣商業區開設了分行，整個周大福的重心，也由澳門移師到了香港。周至元將皇后大道中的第一家分行升格為總行。與此同時，鄭裕彤開始接手周大福的經營決策。自此，周大福正式進入了鄭裕彤時代。拿督鄭裕彤博士大紫荊勳賢於一次訪問時說到， 「做生意的經驗，（包括）後來做地產生意，我也是沿用做珠寶生意的一套方法-貨真價實。譬如首創鑄造九九九九（四條九）足金。」
1956年，周大福決定首創並推出「四條九」（即黃金成色為99.99%）的足金。「四條九金」的成功，不僅為周大福帶來豐厚的盈利，更帶來了良好的信譽。顧客都說周大福的金不摻水分。以「四條九金」製作首飾的方法也被香港同行廣為採用，後於1984年獲香港政府定為香港黃金首飾成色標準。 
1961年3月6日，鄭裕彤突破傳統金舖的結構模式，邀請一班舊同事組建「周大福珠寶金行有限公司」，這是香港珠寶行業最早的有限公司機構。經營的範圍，由原來單一的黃金拓展到珠寶。
由周至元創辦，經鄭裕彤一手拓張、改革並壯大的周大福。從20世紀60年代開始，周大福開始對店面進行現代連鎖式的管理，並逐漸採取系統化、標準化及科學化的管理，名稱、門面、裝修、擺設和價位，以及店員的衣飾服務等，都要統一。每間分行均由一名經理負責，公司總部則負責控制全部業務的運轉。
於1990年，集團推行珠寶首飾「一口價」政策，周大福的定價方式，不會因為買者議價能力的強弱而享受不同的價格，也不會因為賣者偶然的情緒化或者銷售策略的不同，而讓消費者享受不公平的待遇。於1998年，集團進軍中國內地珠寶市場，於北京建國門貴友商場內開設中國內地首家周大福珠寶金行，從此，周大福在內地的業務，進入了高速發展期。2010年9月28日，周大福於北京開設其第1000家分店。於2011年12月，周大福正式在香港聯交所主板上市。
1998年，周大福開設位於北京的中國內地首家周大福珠寶金行。2010年2月，周大福以3,530萬美元購得「庫里南遺產」（The Cullinan Heritage）507卡鑽石毛坯。周大福于2011年12月在香港聯合交易所主板上市，并在2012年6月成為恒生中國（香港上市）100指數成份股。2014年8月，公司收購美國高級鑽石品牌和頌愛。

## 董事
執行董事
- 鄭家純博士（主席）
- 鄭志恒先生（副主席）
- 鄭志雯女士（副主席）
- 黃紹基先生（董事總經理）
- 鄭志剛博士
- 鄭錦標先生
- 鄭炳熙先生
- 孫志強先生
- 廖振為先生

獨立非執行董事
- 鄺志強先生
- 林健鋒先生
- 柯清輝博士
- 鄭嘉麗女士
- 車品覺先生
- 馮詠儀女士
- 鄧迎章先生

## 零售點網絡
截至2024年12月31日，周大福珠寶集團共有7,065個零售點，於中國內地開設6,904個零售點，中國香港、中國澳門以及其他市場開設161個零售點。2025財年第三季度淨關閉281個零售點。

## 財務表現
2025財政年度上半年，集團的營業額為39,408百萬港元。經營溢利為6,776百萬港元。股東應佔溢利為2,530百萬港元，每股盈利為0.25港元。

## 營運模式
周大福珠寶集團採用覆蓋原材料、設計、生產與零售的經營模式，能有效及謹慎監控集團的整體業務運作。業務模式主要分為上游、中游及下游，此模式成功將整條供應鏈有效整合。上游的原材料採購、鑽石毛坯切割及打磨；中游的產品研發、設計、珠寶首飾製造及品質保證，以至物流配送，以及下游的零售點網絡和電子商務銷售平台，均被納入到業務模式之中。 而周大福於2019年5月於麻省波士頓成立周大福北美辦事處，以協助帶動北美市場的珠寶零售商的盈利能力和加強該市場的珠寶零售業務的發展。
周大福於2017年推出「D-ONE」珠寶定制線上平台， 顧客可根據自己的喜好挑選鑽石和款式，製作更個性化的珠寶首飾，更於深圳設立「C2M智定隨心中心」，讓顧客親身參與部份珠寶首飾的定制工序，訂單更最快可於24小時內完成以作交付。
開拓線上銷售渠道，先後推出「雲商365」和自家研發的「SmartBiz」線上銷售平台，前線或後勤員工可利用平台，向親友或顧客推介適合產品。

## 注解
1. ↑  不包括店中店及店內專櫃。

## 外部連結
- 周大福珠寶集團官方網站（页面存档备份，存于）
- 周大福官方專頁 Chow Tai Fook的Facebook專頁
- chowtaifookjewellery的Instagram帳戶
- YouTube上的chowtaifook1929頻道